# Komenda Rejonu Uzupełnień Stryj

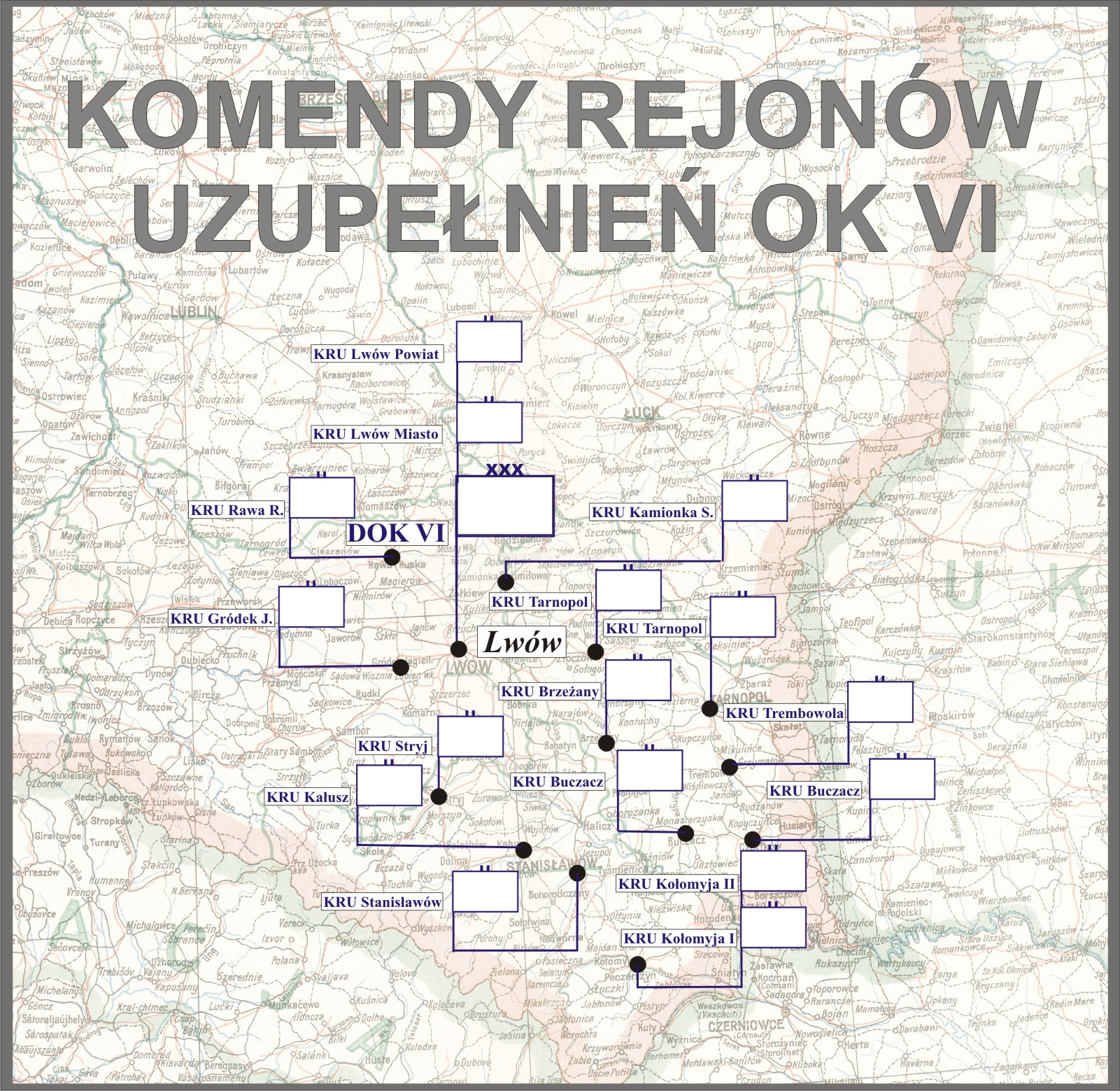
Komendy rejonów uzupełnień DOK VI

Komenda Rejonu Uzupełnień Stryj (KRU Stryj) – organ właściwy w sprawach uzupełnień Sił Zbrojnych II Rzeczypospolitej i administracji rezerw w powierzonym mu rejonie.

## Historia komendy
24 maja 1919 roku minister spraw wojskowych ustanowił Powiatową Komendę Uzupełnień Stryj z tymczasową siedzibą w Drohobyczu, obejmującą powiaty: doliński, kałuski, skolski, stryjski i żydaczowski, z zastrzeżeniem, czy powiaty te znajdowały się na terenach opanowanych przez Wojsko Polskie. PKU Stryj została podporządkowana Okręgowej Komendzie Uzupełnień Lwów. 12 czerwca 1919 roku minister spraw wojskowych zarządził przeniesienie siedziby PKU Stryj z Drohobycza do Stryja. Później zdecydowano o tym, że PKU Stryj ma uzupełniać 47 pułk piechoty.
W czerwcu 1921 roku okręg poborowy PKU 47 pp nadal obejmował powiaty: doliński, kałuski, skolski, stryjski i żydaczowski.
W listopadzie 1921 roku dokonano podziału kraju na okręgi korpusów oraz wprowadzono w życie pokojową organizację służby poborowej. PKU 47 pp została przemianowana na PKU Stryj i podporządkowana Dowództwu Okręgu Korpusu Nr X. Okręg poborowy PKU Stryj obejmował powiaty: drohobycki, skolski i stryjski. Powiat drohobycki został włączony z dotychczasowej PKU 46 pp w Samborze. Z powiatów dolińskiego i kałuskiego utworzono okręg poborowy nowo powstałej PKU Kałusz, natomiast powiat żydaczowski włączony został do PKU Lwów Powiat.
W każdym z miast powiatowych miał rezydować oficer ewidencyjny. W 1923 roku na wszystkich stanowiskach oficerów ewidencyjnych były wakaty.
Z dniem 1 czerwca 1922 roku została zlikwidowana gospoda inwalidzka przy PKU Stryj.
W kwietniu 1925 roku PKU Stryj nadal podlegała Dowództwu Okręgu Korpusu Nr X i administrowała powiatami: drohobyckim, skolskim i stryjskim.
Z dniem 1 października 1927 roku PKU Stryj została wyłączona z obszaru OK X i włączona do obszaru Okręgu Korpusu Nr VI. Jednocześnie powiat drohobycki został podporządkowany nowo powstałej PKU Drohobycz, a przyłączony został powiat żydaczowski, który dotychczas podlegał PKU Lwów Powiat.
W marcu 1930 roku PKU Stryj nadal podlegała Dowództwu Okręgu Korpusu Nr VI i administrowała powiatami: skolskim, stryjskim i żydaczowskim. W grudniu tego roku komenda posiadała skład osobowy typ III.
11 listopada 1931 roku ogłoszono nadanie Krzyża Niepodległości st. sierż. Konradowi Mieczysławowi Konczelskiemu z PKU Stryj.
Z dniem 1 kwietnia 1932 roku powiat skolski został zniesiony, a jego obszar włączony do powiatu stryjskiego.
1 lipca 1938 roku weszła w życie nowa organizacja służby uzupełnień, zgodnie z którą dotychczasowa PKU Stryj została przemianowana na Komendę Rejonu Uzupełnień Stryj przy czym nazwa ta zaczęła obowiązywać 1 września 1938 roku, z chwilą wejścia w życie ustawy z dnia 9 kwietnia 1938 roku o powszechnym obowiązku wojskowym. Obok wspomnianej ustawy i rozporządzeń wykonawczych do niej, działalność KRU Stryj normowały przepisy służbowe MSWojsk. D.D.O. L. 500/Org. Tjn. Organizacja służby uzupełnień na stopie pokojowej z 13 czerwca 1938 roku. Zgodnie z tymi przepisami komenda rejonu uzupełnień była organem wykonawczym służby uzupełnień .
Komendant rejonu uzupełnień w sprawach dotyczących uzupełnień Sił Zbrojnych i administracji rezerw podlegał bezpośrednio dowódcy Okręgu Korpusu Nr VI, który był okręgowym organem kierowniczym służby uzupełnień. Rejon uzupełnień nie uległ zmianie i nadal obejmował powiaty stryjski i żydaczowski.

## Obsada personalna
Poniżej przedstawiono wykaz oficerów zajmujących stanowisko komendanta Powiatowej Komendy Uzupełnień i komendanta rejonu uzupełnień oraz wykaz osób funkcyjnych (oficerów i urzędników wojskowych) pełniących służbę w PKU i KRU Stryj, z uwzględnieniem najważniejszych zmian organizacyjnych przeprowadzonych w 1926 i 1938 roku.
| Komendanci                         | Komendanci              | Komendanci                       |
| ---------------------------------- | ----------------------- | -------------------------------- |
| stopień, imię i nazwisko           | okres pełnienia funkcji | kolejne stanowisko (dalsze losy) |
| płk piech. Stanisław Bastgen       | 12 VI 1919 – †6 VI 1920 |                                  |
| mjr piech. Józef Borkowski         | 1921 – †9 VII 1923      |                                  |
| mjr piech. Andrzej Cieśliński      | cz.p.o. VII – VIII 1923 |                                  |
| mjr / ppłk piech. Leopold Leparski | VIII 1923 – VIII 1924   | 10 pp                            |
| mjr kanc. Aleksander Rittner       | VIII 1924 – II 1927     | stan spoczynku 30 IV 1927        |
| mjr piech. Józef Rosywacz          | II 1927 – II 1929       | dyspozycja dowódcy OK VI         |
| mjr piech. Julian Stelmachów       | VII 1929 – III 1934     |                                  |
| mjr piech. Gustaw Adolf Madzia     | VI 1934 – IX 1939       |                                  |

Obsada personalna PKU Stryj w lipcu 1919 roku
- komendant – płk Stanisław Bastgen
- zastępca komendanta – kpt. Ernest Giżejewski
- naczelnik kancelarii – urzędnik wojskowy Feliks Przylipiak
- oficer gospodarczy – urzędnik wojskowy XI rangi Ignacy Reszczyński
- referent personalny – urzędnik wojskowy X rangi Rudolf Butryna
- oficer ewidencyjny Dolina – urzędnik wojskowy XI rangi Jan Poradzisz
- oficer ewidencyjny Skole – urzędnik wojskowy XI rangi Jan Stępień
- oficer ewidencyjny Stryj – urzędnik wojskowy Marcin Fuhrman

Obsada pozostałych stanowisk funkcyjnych PKU w latach 1921–1925
- I referent
  - kpt. piech. Stefan Sacewicz (do II 1924[48] → 81 pp)
  - kpt. piech. Julian Stelmachów (IV 1924[49] – II 1926 → kierownik I referatu)
- II referent – urzędnik wojskowy X rangi / por. kanc. Feliks Przylipiak (1923 – II 1926 → referent)
- referent inwalidzki – urzędnik wojskowy XI rangi Zygmunt Sobolta (do 1 XII 1923[50] → OE Stanisławów PKU Stanisławów)
- oficer instrukcyjny
  - por. piech. Otton Jiruszka (do 29 IX 1923[51] → Korpusu Kadetów Nr 1 we Lwowie)
  - por. piech. Karol Piskorz
- oficer ewidencyjny na powiat drohobycki
  - urzędnik wojsk. XI rangi Adolf Bernatowicz (do IX 1923[52] → PKU Sanok)
  - urzędnik wojsk. XI rangi Ferdynand Trapp (od IX 1923[52])
- oficer ewidencyjny na powiat skolski
  - urzędnik wojsk. XI rangi / por. kanc. Edward Antoni Słowik (1923 – V 1925[53] → dyspozycja dowódcy OK X)
  - por. piech. Władysław Antoni Pollak (od V 1925[54])
- oficer ewidencyjny na powiat stryjski – urzędnik wojsk. XI rangi / por. kanc. Jan I Stępień[g] (1923 – 1924)

Obsada pozostałych stanowisk funkcyjnych PKU w latach 1926–1938
- kierownik I referatu administracji rezerw i zastępca komendanta
  - kpt. / mjr piech. Julian Stelmachów (II 1926 – VII 1929 → p.o. komendanta PKU)
  - kpt. piech. Józef Augustyn[h] (IX 1930 – †22 VII 1932 Kraków[66])
  - kpt. piech. Władysław Antoni Pollak (1 IX 1932[67] – VI 1938 → kierownik I referatu KRU)
- kierownik II referatu poborowego
  - kpt. piech. Józef Augustyn (II 1926 – IX 1930[68] → kierownik I referatu)
  - por. kanc. Zygmunt Sobolta (IX 1930 – 1 X 1932[69] → praktyka u płatnika 53 pp)
  - kpt. piech. Kornel Karol Lerch (X 1932[70] – był w VI 1935 → kierownik I referatu KRU Wadowice)
- referent
  - por. kanc. Feliks Przylipiak[i] (II 1926 – II 1927[71] → stan spoczynku)
  - por. kanc. Zygmunt Sobolta (III 1927[72] – IX 1930[73] → kierownik II referatu)

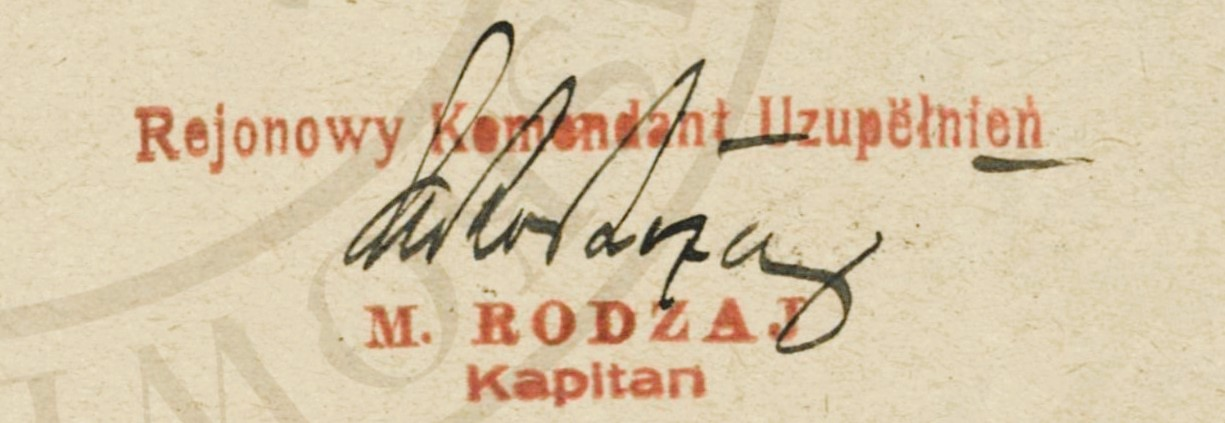
Podpis kpt. Mariana Rodzaja

Obsada pozostałych stanowisk funkcyjnych KRU w latach 1938–1939
- kierownik I referatu ewidencji – kpt. adm. (piech.) Władysław Antoni Pollak[k] (1938 – 1939)
- kierownik II referatu uzupełnień – kpt. adm. (piech.) Marian Rodzaj[l] (16 II – 18 IX 1939)